# Cocoamuisspecht
De cocoamuisspecht (Xiphorhynchus susurrans) is een zangvogel uit de familie Furnariidae (ovenvogels).

## Verspreiding en leefgebied
Deze soort komt voor van Guatemala tot Venezuela en telt acht ondersoorten:
- X. s. confinis: oostelijk Guatemala en noordelijk Honduras.
- X. s. costaricensis: van zuidelijk Honduras tot westelijk Panama.
- X. s. marginatus: oostelijk Panama.
- X. s. nana: van oostelijk Panama tot noordelijk Colombia en westelijk Venezuela.
- X. s. rosenbergi: westelijk Colombia.
- X. s. susurrans: Trinidad en Tobago.
- X. s. jardinei: noordoostelijk Venezuela.
- X. s. margaritae: Isla Margarita (nabij Venezuela).

## Status
De grootte van de populatie is in 2019 geschat op 0,5-5 miljoen volwassen vogels. Op de Rode lijst van de IUCN heeft deze soort de status niet bedreigd.